# Vialer
Vialer (en béarnais Lo Vialèr ou Lou Bialè) est une commune française, située dans le département des Pyrénées-Atlantiques en région Nouvelle-Aquitaine.

## Géographie

### Localisation
La commune de Vialer se trouve dans le département des Pyrénées-Atlantiques, en région Nouvelle-Aquitaine.
Elle se situe à 37 km par la route de Pau, préfecture du département, et à 34 km de Serres-Castet, bureau centralisateur du canton des Terres des Luys et Coteaux du Vic-Bilh dont dépend la commune depuis 2015 pour les élections départementales.
La commune fait en outre partie du bassin de vie de Lembeye.
Les communes les plus proches sont : 
Gayon (2,2 km), Saint-Jean-Poudge (2,8 km), Cadillon (3,1 km), Lalongue (3,1 km), Arricau-Bordes (3,2 km), Burosse-Mendousse (3,3 km), Lannecaube (3,8 km), Lespielle (4,0 km).
Sur le plan historique et culturel, Vialer fait partie de la province du Béarn, qui fut également un État et qui présente une unité historique et culturelle à laquelle s’oppose une diversité frappante de paysages au relief tourmenté.

### Communes limitrophes
Les communes limitrophes sont  Arricau-Bordes, Burosse-Mendousse, Cadillon, Gayon, Lalongue et Saint-Jean-Poudge.
|                   | Saint-Jean-Poudge | Cadillon       |
| Burosse-Mendousse | Vialer            | Arricau-Bordes |
|                   | Lalongue          | Gayon          |

### Hydrographie

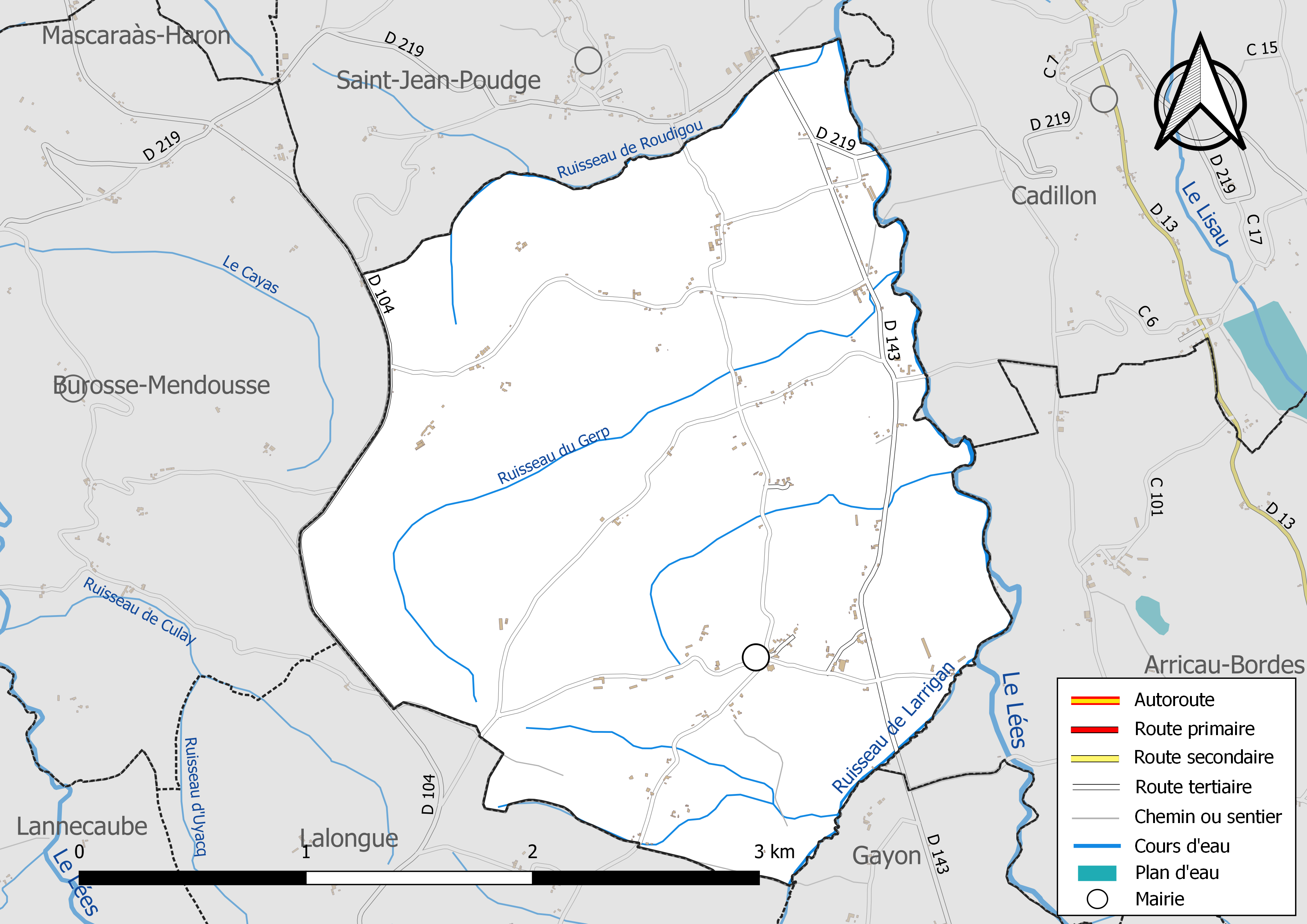
Réseaux hydrographique et routier de Vialer.

La commune est drainée par le Léez, le ruisseau de Larrigan, le ruisseau de Roudigou, le ruisseau du Gerp et par divers petits cours d'eau, constituant un réseau hydrographique de 12 km de longueur totale,.
Le Léez (56 km) prend sa source dans la commune de Gardères, s'écoule du sud vers le nord et longe le territoire communal dans sa partie est, constituant la limite communale avec Arricau-Bordes puis avec Cadillon. Il se jette dans l'Adour à Barcelonne-du-Gers, après avoir traversé 31 communes.

### Climat
Pour des articles plus généraux, voir Climat de la Nouvelle-Aquitaine et Climat des Pyrénées-Atlantiques.
Historiquement, la commune est exposée à un climat océanique aquitain.
En 2020, Météo-France publie une typologie des climats de la France métropolitaine dans laquelle la commune est exposée à un climat de montagne et est dans la région climatique Aquitaine, Gascogne, caractérisée par une pluviométrie abondante au printemps, modérée en automne, un faible ensoleillement au printemps, un été chaud (19,5 °C), des vents faibles, des brouillards fréquents en automne et en hiver et des orages fréquents en été (15 à 20 jours).
Pour la période 1971-2000, la température annuelle moyenne est de 13 °C, avec une amplitude thermique annuelle de 14,8 °C. Le cumul annuel moyen de précipitations est de 1 098 mm, avec 11,4 jours de précipitations en janvier et 8,1 jours en juillet. Pour la période 1991-2020, la température moyenne annuelle observée sur la station météorologique la plus proche, située sur la commune de Mont-Disse à 6 km à vol d'oiseau, est de 13,9 °C et le cumul annuel moyen de précipitations est de 1 010,8 mm,. Pour l'avenir, les paramètres climatiques de la commune estimés pour 2050 selon différents scénarios d'émission de gaz à effet de serre sont consultables sur un site dédié publié par Météo-France en novembre 2022.

### Milieux naturels et biodiversité
Aucun espace naturel présentant un intérêt patrimonial n'est recensé sur la commune dans l'inventaire national du patrimoine naturel,,.

## Urbanisme

### Typologie
Au 1er janvier 2024, Vialer est catégorisée commune rurale à habitat très dispersé, selon la nouvelle grille communale de densité à sept niveaux définie par l'Insee en 2022.
Elle est située hors unité urbaine. Par ailleurs la commune fait partie de l'aire d'attraction de Pau, dont elle est une commune de la couronne,. Cette aire, qui regroupe 227 communes, est catégorisée dans les aires de 200 000 à moins de 700 000 habitants,.

### Occupation des sols

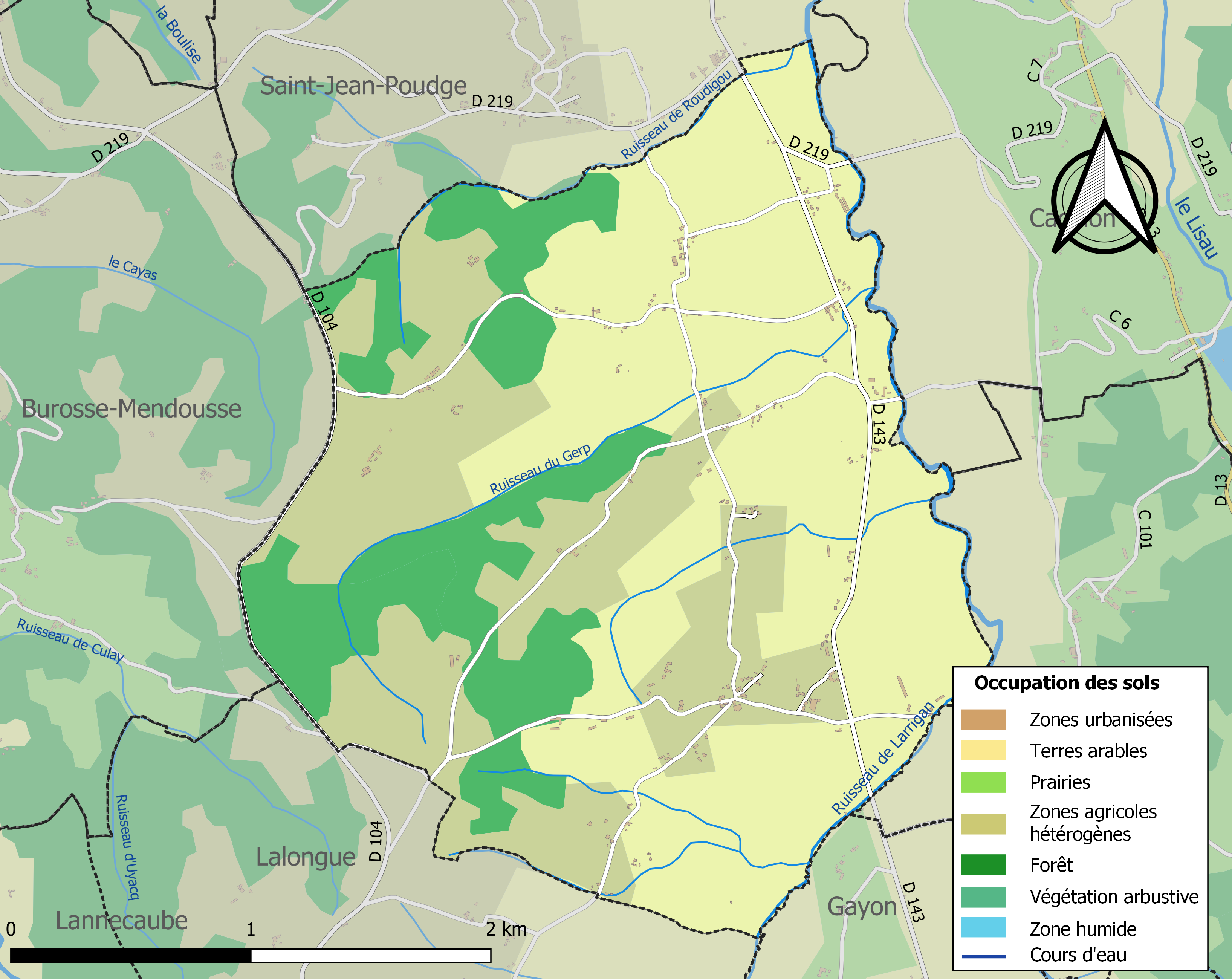
Carte des infrastructures et de l'occupation des sols de la commune en 2018 (CLC).

L'occupation des sols de la commune, telle qu'elle ressort de la base de données européenne d’occupation biophysique des sols Corine Land Cover (CLC), est marquée par l'importance des territoires agricoles (82,7 % en 2018), une proportion identique à celle de 1990 (82,7 %). La répartition détaillée en 2018 est la suivante : 
terres arables (52,1 %), zones agricoles hétérogènes (30,5 %), forêts (17,3 %). L'évolution de l’occupation des sols de la commune et de ses infrastructures peut être observée sur les différentes représentations cartographiques du territoire : la carte de Cassini (XVIIIe siècle), la carte d'état-major (1820-1866) et les cartes ou photos aériennes de l'IGN pour la période actuelle (1950 à aujourd'hui).

### Lieux-dits et hameaux
- Chaperot ;
- Château ;
- Cerisère ;
- Coujet ;
- Église ;
- Gerp ;
- Granges Soubirou ;
- le Hameau ;
- Lamarque ;
- Lartigue ;
- Laslanettes ;
- Roudigou ;
- Tisné.

### Voies de communication et transports
La commune est desservie par les routes départementales 104, 143 et 219.

### Risques majeurs
Le territoire de la commune de Vialer est vulnérable à différents aléas naturels : météorologiques (tempête, orage, neige, grand froid, canicule ou sécheresse), inondations et séisme (sismicité modérée). Il est également exposé à un risque technologique, le transport de matières dangereuses, et à un risque particulier : le risque de radon. Un site publié par le BRGM permet d'évaluer simplement et rapidement les risques d'un bien localisé soit par son adresse soit par le numéro de sa parcelle.

#### Risques naturels
Certaines parties du territoire communal sont susceptibles d’être affectées par le risque d’inondation par une crue à  débordement lent de cours d'eau, notamment le Léez. La commune a été reconnue en état de catastrophe naturelle au titre des dommages causés par les inondations et coulées de boue survenues en 1982, 1992, 2001, 2007, 2009 et 2011,.

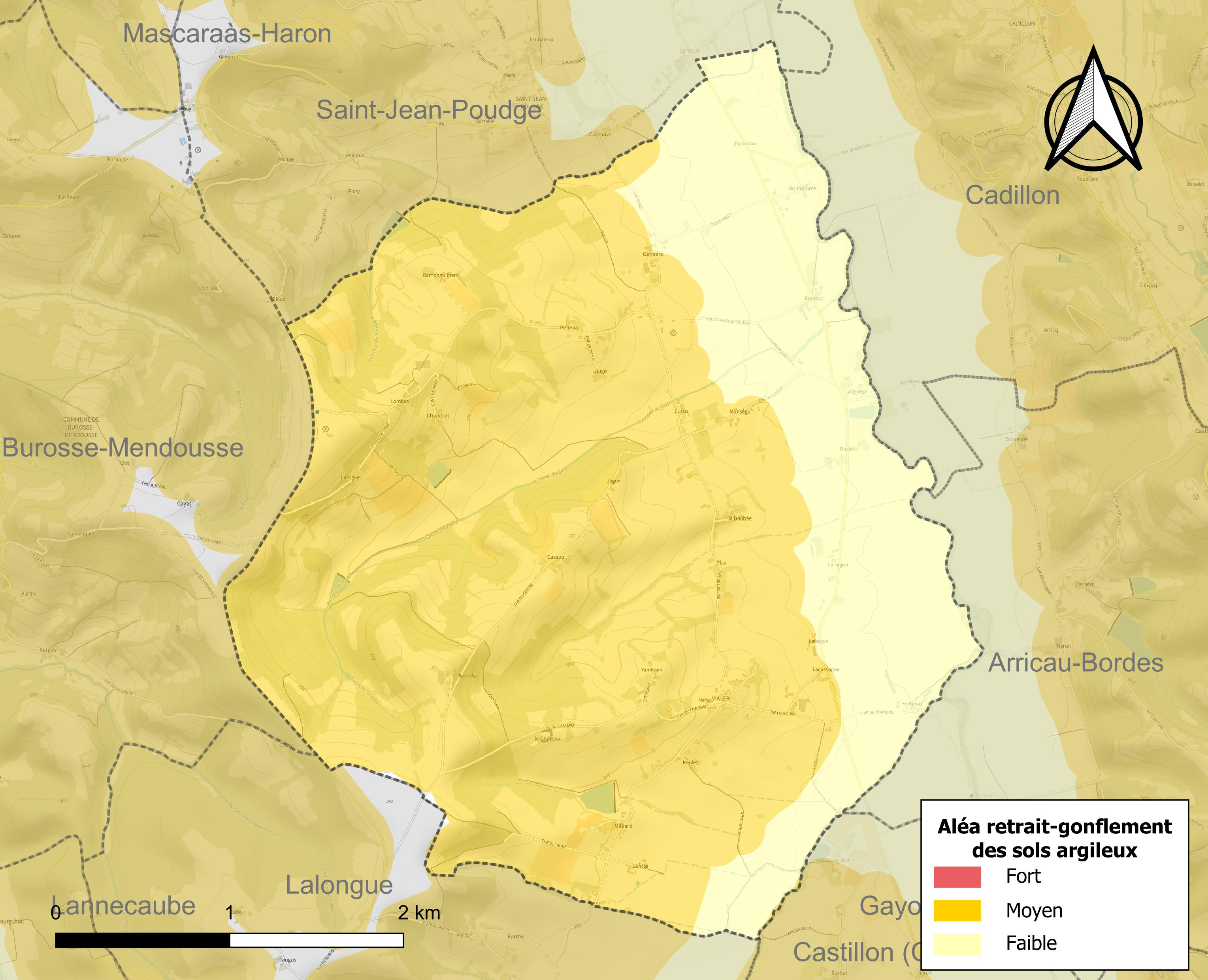
Carte des zones d'aléa retrait-gonflement des sols argileux de Vialer.

Le retrait-gonflement des sols argileux est susceptible d'engendrer des dommages importants aux bâtiments en cas d’alternance de périodes de sécheresse et de pluie. 74 % de la superficie communale est en aléa moyen ou fort (59 % au niveau départemental et 48,5 % au niveau national). Depuis le 1er octobre 2020, en application de la loi ELAN, différentes contraintes s'imposent aux vendeurs, maîtres d'ouvrages ou constructeurs de biens situés dans une zone classée en aléa moyen ou fort,.

#### Risque particulier
Dans plusieurs parties du territoire national, le radon, accumulé dans certains logements ou autres locaux, peut constituer une source significative d’exposition de la population aux rayonnements ionisants. Selon la classification de 2018, la commune de Vialer est classée en zone 2, à savoir zone à potentiel radon faible mais sur lesquelles des facteurs géologiques particuliers peuvent faciliter le transfert du radon vers les bâtiments.

## Toponymie
Le toponyme Vialer apparaît sous les formes 
Lo Vieler de Tarnos (1385, censier de Béarn), 
Vielaa (1402, censier de Béarn), 
Lo Bialer, lo Vieler en Vic-Bilh, lo Vieller de Sanct-Johan-Podge, lo Vialer, le Vialler et Saint-Pierre du Vialer (respectivement 1542, 1544, 1546, 1554, 1675 et 1682, réformation de Béarn).
Son nom béarnais est Lo Vialèr ou Lou Bialè.

## Histoire
À l'origine, Vialer semble avoir fait partie de Saint-Jean-Poudge : Paul Raymond note qu'en 1385, Vialer qui s'appelle le Vialer (hameau) de Tarnos, dépendait du bailliage de Lembeye et comptait treize feux. En 1546, Vialer est appelé Vialer de Saint-Jean-Poudge. Vialer est sans doute une des créations villageoises du XIVe siècle

## Politique et administration
| Date d'élection                                            | Identité               | Qualité |
| ---------------------------------------------------------- | ---------------------- | ------- |
| Les données antérieures à 1995 ne sont pas encore connues. |                        |         |
| 1995                                                       | Jean-Baptiste Lafargue |         |
| 2001                                                       | Jean-Baptiste Lafargue |         |
| 2008                                                       | Jean-Baptiste Lafargue |         |

### Intercommunalité
Vialer fait partie de six structures intercommunales :
- la communauté de communes des Luys en Béarn ;
- le SIVU de la voirie de la région de Garlin ;
- le SIVU du Lées et affluents ;
- le syndicat d'énergie des Pyrénées-Atlantiques ;
- le syndicat d'irrigation de la vallée des Lées ;
- le syndicat intercommunal d'alimentation en eau potable Luy - Gabas - Lées.

## Population et société

### Démographie
L'évolution du nombre d'habitants est connue à travers les recensements de la population effectués dans la commune depuis 1793. Pour les communes de moins de 10 000 habitants, une enquête de recensement portant sur toute la population est réalisée tous les cinq ans, les populations de référence des années intermédiaires étant quant à elles estimées par interpolation ou extrapolation. Pour la commune, le premier recensement exhaustif entrant dans le cadre du nouveau dispositif a été réalisé en 2006.

En 2022, la commune comptait 146 habitants, en évolution de −23,16 % par rapport à 2016 (Pyrénées-Atlantiques : +3,78 %, France hors Mayotte : +2,11 %).
| 1793 | 1800 | 1806 | 1821 | 1831 | 1836 | 1841 | 1846 | 1851 |
| ---- | ---- | ---- | ---- | ---- | ---- | ---- | ---- | ---- |
| 311  | 278  | 285  | 380  | 415  | 426  | 471  | 427  | 489  |

| 1856 | 1861 | 1866 | 1872 | 1876 | 1881 | 1886 | 1891 | 1896 |
| ---- | ---- | ---- | ---- | ---- | ---- | ---- | ---- | ---- |
| 466  | 436  | 400  | 376  | 389  | 372  | 358  | 294  | 309  |

| 1901 | 1906 | 1911 | 1921 | 1926 | 1931 | 1936 | 1946 | 1954 |
| ---- | ---- | ---- | ---- | ---- | ---- | ---- | ---- | ---- |
| 305  | 290  | 297  | 233  | 228  | 226  | 226  | 213  | 200  |

| 1962 | 1968 | 1975 | 1982 | 1990 | 1999 | 2006 | 2011 | 2016 |
| ---- | ---- | ---- | ---- | ---- | ---- | ---- | ---- | ---- |
| 198  | 181  | 163  | 146  | 149  | 180  | 194  | 191  | 190  |

| 2021 | 2022 | - | - | - | - | - | - | - |
| ---- | ---- | - | - | - | - | - | - | - |
| 160  | 146  | - | - | - | - | - | - | - |

## Économie
La commune fait partie des zones d'appellation d'origine contrôlée (AOC) du madiran, du pacherenc-du-vic-bilh et du béarn et est incluse dans la concession du Vic-Bilh avec une exploitation pétrolière active.

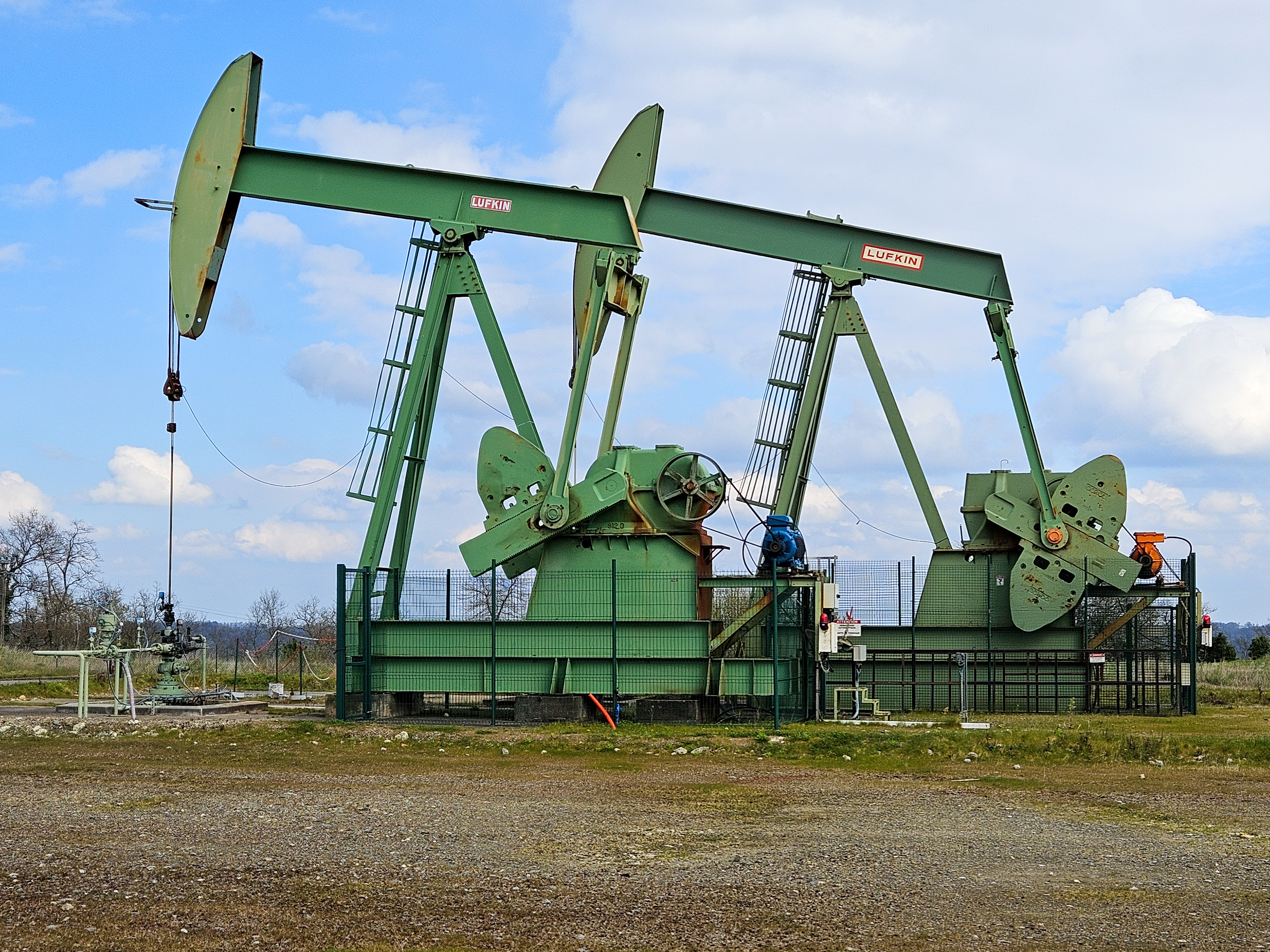
Chevalets de pompage sur la commune.

## Culture locale et patrimoine

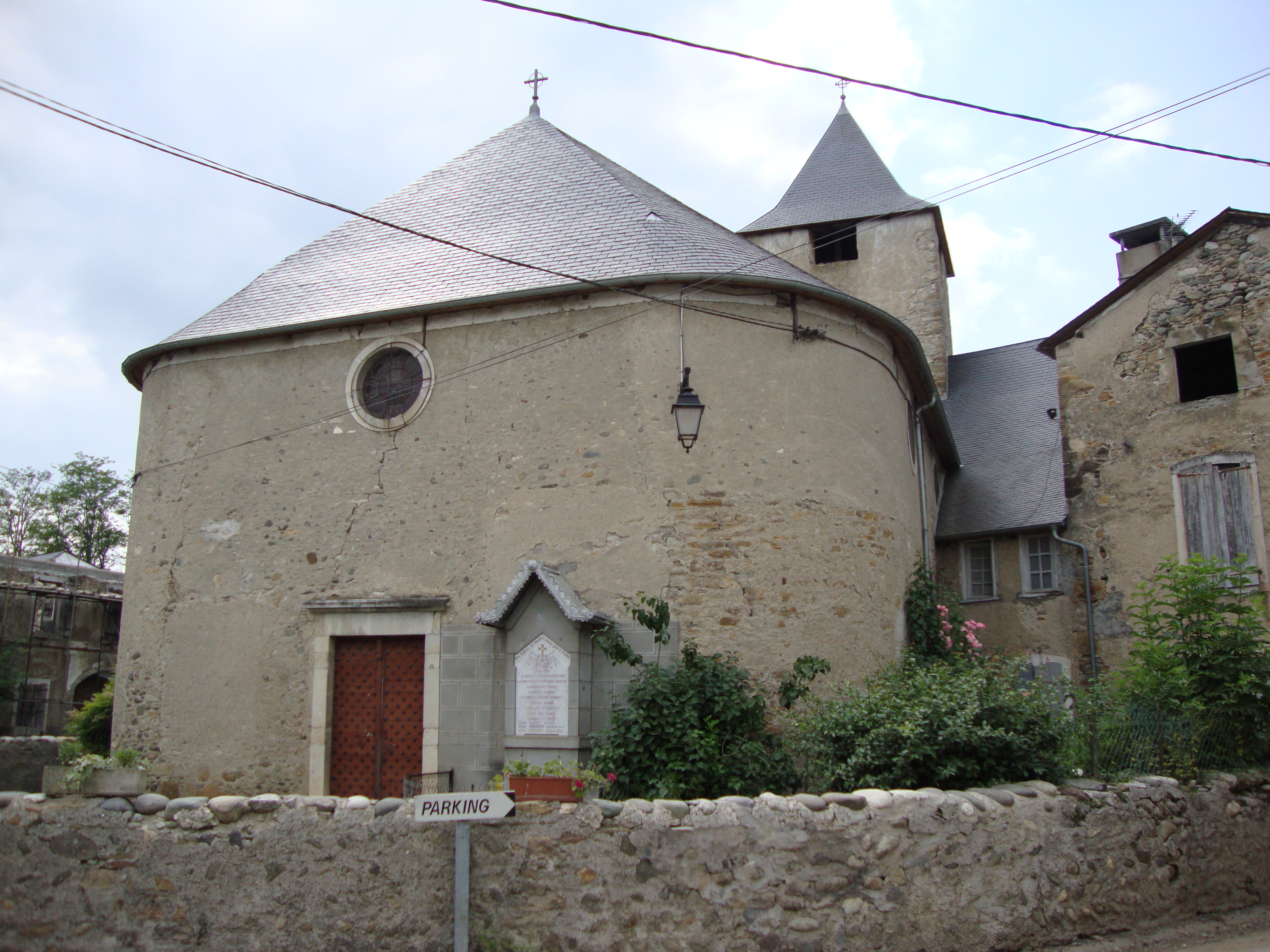
L'église, côté chevet.

### Patrimoine civil
Une demeure de notable, dite château de Loo ou Trinquat, date du début du XIIe siècle puis fut remaniée au siècle suivant.
Vialer présente un ensemble de fermes et de maisons datant des XVIIe, XVIIIe et XIXe siècles.
Le moulin dit de Lahourcade ou de Ladevèze,  est porté sur le cadastre de 1819, le bâtiment actuel porte une date de 1838.

### Patrimoine religieux
L'église Saint-Pierre,, mentionnée au XVIIe siècle date essentiellement du XVIIIe siècle. Son clocher-porche terminé entre 1754 et 1756 en est l'élément le plus remarquable. Elle recèle du mobilier, une estampe, des verrières, une dalle funéraire et des objets inscrits à l'inventaire général du patrimoine culturel.

## Personnalités liées à la commune
Au XIXe siècle, une dalle, placée sur la voie publique, depuis conservée au musée de Morlaas, mentionnait qu'Isaac de Soubiron, seigneur de Loo, mort en 1721, avait été conseiller au Parlement de Toulouse.
Le peintre Roger Laüt s'est établi à Vialer depuis les années 1990.